# 田原の御田
田原の御田（たわらのおんだ）は、京都府南丹市日吉町田原の多治神社に伝わる神事・芸能。毎年5月3日に奉納される、国指定（2000年〈平成12年〉12月27日）の重要無形民俗文化財。
籾の準備から刈り入れまで、稲作の過程を模擬的に演じてその年の豊作を祈願する。立人（たちうど）と呼ばれる演者2人（作太郎と作次郎）の軽妙なやり取りに即興的な要素が見られることから、狂言成立当初の芸態を残しているといわれる。ほかに、田植えの所作を演じる早乙女役の女子4人、田すきをする牛役の男子1人が出演し、10人程の歌い手の男衆が古風な田植歌を囃す。田植えの苗や牛の角の見立てにはショウブが使われる。
14世紀頃多治神社を中心に組織された宮座による行事を起源としており、かつて御田の行事に用いられた鍬と鋤にそれぞれ「天禄4年」（1691年）、「元文4年」（1739年）と記した墨書が残る。記録によれば、遅くとも天保14年（1843年）には現在と同様の形式で芸能が行われている。
午前10時半より神事が営まれ、同11時より御田が始まる。御田の次第は以下の通り。
（1）日柄改め（2）籾種揃え（3）池さらえ（4）種漬け（5）種上げ（6）苗代つくり＝畔ぬりと水戸切り（7）種蒔き（8）鳥追い（9）牛買い（10）田すき（11）苗取り（12）田植え（13）見回り（14）刈り入れ（15）刈り終い。